# Lincolnton, Georgia
Lincolnton är administrativ huvudort i Lincoln County i Georgia. Orten har fått namn efter militären Benjamin Lincoln. Vid 2010 års folkräkning hade Lincolnton 1 566 invånare.